# Österreichische Ski-Meisterschaften 1911
Die 5. Österreichische Ski-Meisterschaft fand im Rahmen des fünften Verbandswettlaufes des Österreichischen Skiverbandes vom 18. bis 19. Februar 1911 in Mitterndorf im Kronland Steiermark statt.
Zum Österreichischen Ski-Meister für 1911 krönte sich mit dem Thüringer Karl Böhm-Hennes, der kurz zuvor auch die deutsche Skimeisterschaft gewonnen hatte, zum zweiten Mal ein Vertreter des Deutschen Skiverbandes.

## Organisation
Der Österreichische Skiverband beschloss bei seiner am 7. und 8. September 1910 in Salzburg abgehaltenen vierten Vertreterversammlung die Meisterschaft für Skilauf für das Jahr 1911 in Mitterndorf im steirischen Salzkammergut am 5. und 6. Februar 1911 zur Austragung zu bringen.

## Preise
Für den Gewinner des Zusammengesetzten Laufes und somit für den neuen Österreichischen Ski-Meister hatte Erzherzog Friedrich eine Bronzestatue die einen Skifahrer in Ruhe darstellte als Ehrenpreis gestiftet. Für den Gewinner des kombinierten Laufes der Junioren wurden von der Wintersportabteilung Mitterndorf ebenfalls ein Ehrenpreis vergeben. Die weiteren Preise bestanden aus den offiziellen Plaketten des Mitteleuropäischen Ski-Verbandes.

## Teilnehmer
Neben zahlreichen namhaften Teilnehmern aus Wien, Graz und Innsbruck wurde besonders das Aufeinandertreffen des diesjährigen deutschen Meisters Karl Böhm-Hennes und des letztjährigen österreichischen Meisters Franz Buchberger aus Böhmen mit Spannung erwartet, da beide zum ersten Mal in derselben Konkurrenz an den Start gingen und beiden große Siegeschancen eingeräumt wurden. Ebenfalls im Teilnehmerfeld schien Oberleutnant Eugen Elsner auf, der im Oktober 1913 als erster österreichischer Flieger die Alpen überflog und dabei die Strecke von Wien nach Görz in knapp drei Stunden zurücklegte.

## Wettbewerbe

### Sprunglauf Senioren 1. Klasse
| Platz | Land | Sportler         | Verein          | Weite          | Note  |
| ----- | ---- | ---------------- | --------------- | -------------- | ----- |
| 1     | AUT  | Heinrich Rüdiger | V.St.SL Graz    | 25 m / 3 gest. | 1,742 |
| 2     | GER  | Andreas Sattler  | TV 1860 München | 30,5 m         | 1,982 |
| 3     | AUT  | Hans Rüdiger     | V.St.SL Graz    | 22,0 m         | 2,342 |
| 4     | AUT  | Eugen Elsner     | V.St.SL Graz    | ?              | ?     |
| 5     | GER  | Karl Böhm-Hennes | Ernsttal        | ?              | ?     |

Datum: 19. Februar 1911

12 Teilnehmer

Außer Konkurrenz gab es noch eine Reihe weiter Sprünge die das zahlreiche Publikum begeistern konnten. So erreichten Sepp Bildstein (V.St.SL Graz) 31,0 m, Böhm-Hennes 29,0 m, Sattler 33,5 m, Hans Rüdiger 30,0 m, Richard Baumgartner (V.St.SL Graz) 28,5 m, Josef Filzer 31,0 m, Karl Gruber (München) 23,0 m, Oberleutnant Elsner 32,5 m und Grettler (V.St.SL Graz) 30,5 m.
Sepp Bildstein sprang am Tag nach dem Meisterschaftswettkampf im Rahmen des Städtewettkampfes im nahen Bad Aussee, in dem er mit der Grazer Mannschaft siegreich blieb, mit 41 Metern (gestanden) einen neuen österreichischen Sprunglaufrekord. Der bisherige Rekord von Hannes Schneider stand bei 35 m, der Weltrekord des in Davos lebenden Norwegers Harald Smith bei 45 Metern.

### Sprunglauf Senioren 2. Klasse
| Platz | Land | Sportler        | Verein         | Weite            | Note  |
| ----- | ---- | --------------- | -------------- | ---------------- | ----- |
| 1     | AUT  | Josef Obereder  | V.St.SL Graz   | 23,5 m / 3 gest. | 1,983 |
| 2     | AUT  | Josef Rosegger  | WSV Bad Aussee | 20,0 m / 3 gest. | 2,366 |
| 3     | GER  | Siegfried König | München        | 20,5 m           | 3,092 |

Datum: 19. Februar 1911

8 Teilnehmer

Als Rahmenprogramm wurden von einigen Teilnehmern die damals sehr beliebten Doppelsprünge gezeigt. Dabei kamen Karl Böhm-Hennes und Sepp Bildstein auf 27,0 m sowie Karl Gruber und Siegfried König auf 23,0 Meter.

### Langlauf Senioren
| Platz | Land | Sportler         | Verein                       | Zeit    | Note |
| ----- | ---- | ---------------- | ---------------------------- | ------- | ---- |
| 1     | GER  | Karl Böhm-Hennes | Ernsttal                     | 1:00,04 |      |
| 2     | AUT  | Franz Buchberger | SSLV „Rübezahl“ Rennerbauden | 1:02,45 |      |
| 3     | AUT  | Adolf Pucher     | Bad Aussee                   | 1:09,31 |      |
| 4     | AUT  | Eugen Elsner     | V.St.SL Graz                 | 1:09,55 |      |
| 5     | AUT  | Steinberger      |                              | 1:14,35 |      |
| 6     | GER  | Siegfried König  | München                      | 1:14,45 |      |
| 7     | AUT  | Franz Bernhofer  | Die Weißen Elf Wien          | 1:15,03 |      |

Datum: 18. Februar 1911

16 Teilnehmer

Die Läufer hatten eine Distanz von 18 km beginnend bei der Lopernalm, weiter zur Maseralm und über die Bergeralm zum Plan zurückzulegen. Die Strecke wies 200 m starke Gegensteigungen auf und war auch die Witterungsbedingungen schwierig zu bewältigen, so dass an die Teilnehmer bezüglich Ausdauer und Fahrkunst große Anforderungen gestellt wurden.

### Zusammengesetzter Lauf
| Platz | Land | Sportler         | Verein                       | Note  |
| ----- | ---- | ---------------- | ---------------------------- | ----- |
| 1     | GER  | Karl Böhm-Hennes | Ernstthal                    | 1,866 |
| 2     | AUT  | Franz Buchberger | SSLV „Rübezahl“ Rennerbauden | 2,509 |
| 3     | AUT  | Eugen Elsner     | V.St.SL Graz                 | 2,978 |

Datum: 18. bis 19. Februar 1911

## Weitere Bewerbe
Neben den zur österreichischen Meisterschaft zählenden Bewerben fanden noch Wettkämpfe im Juniorenlauf über 8 km mit 24 Teilnehmern und ein Jugendlauf über 5 km mit 26 Läufern statt. Im Juniorensprunglauf mit 20 Teilnehmern siegte Karl Matt vom Ski-Club Salzburg, der dadurch zum Senior aufstieg.